# John F. Bolt
John Franklin Bolt (19. května 1921 Laurens, Jižní Karolína – 8. září 2004 Tampa, Florida) byl americký stíhací pilot Námořní pěchoty Spojených států amerických a letecké eso, který sloužil během druhé světové války a korejské války. V obou těchto konfliktech získal hodnost podplukovníka. Byl jediným leteckým esem Námořní pěchoty Spojených států amerických, které létalo v proudovém letounu.
Bolt, který se narodil do chudé rodiny, se považoval za „workoholika”. V roce 1941 přerušil z finančních důvodů studium na University of Florida a těsně před vstupem Spojených států amerických do druhé světové války vstoupil do Námořní pěchoty. Během bitvy o Kwajalein a bitvy na Nové Guineji (součástí války v Tichomoří) působil jako pilot F4U Corsair, přičemž se mu v těchhle bitvách podařilo sestřelit šest japonských stíhacích letounů Micubiši A6M.
Sloužil také během korejské války. V polovině roku 1953, kdy velel formaci stíhaček F-86 Sabre bojujícími s čínskými MiG-15, získal dalších šest vítězství.

## Mládí
John Franklin Bolt se narodil 19. května 1921 v Laurens v Jižní Kalifornii. Byl synem Thomase Bolta a Brucie Bolt (rozené Bagwell). Měl mladšího bratra Bruce. V roce 1924 se rodina přestěhovala do Sanfordu na Floridě. Přátelé mu říkali Jack. Rodina nebyla bohatá, proto se od svých deseti let staral sám o sebe. Kromě školy pracoval také 30–40 hodin týdně v místní mlékárně. Zapsal se také do skautského týmu.
V červnu 1939 se zapsal na University of Florida, přičemž školné platil z peněz vydělaných v předešlých letech. Když v roce 1941 nastoupil na vysokou školu i jeho bratr, což zatížilo rodinný rozpočet, John po druhém ročníku studia zanechal, aby se mohl vzdělávat bratr Bruce. V dubnu 1941 vstoupil do rezervy Námořní pěchoty, aby se vycvičil na pilota. Nakonec se rozhodl výcvik odložit, protože by musel platit 500 dolarů ročně.

## Druhá světová válka
V červnu 1941 byl Bolt povolán na unitářský výcvik. Přestože chtěl vstoupit do Námořní pěchoty Spojených států amerických, zapsal se do letecké školy amerického námořnictva, která mu měla umožnit létat pro Námořní pěchotu. Po ukončení výcviku v listopadu se stal kandidátem na stíhače a těsně před japonským útokem na Pearl Harbor byl zařazen do aktivní služby. V únoru 1942 byl poslán na námořní leteckou základnu v Atlantě ve státě Georgie. Po absolvování řady výcviků v letounech AT-6 Texan, N3N Canary a dvouplošníku Grumman F3F (v té době nejlepším cvičném letounu amerického námořnictva) ukončil Bolt 18. července 1942 svůj výcvik a získal hodnost podporučíka Námořní pěchoty.
V té době měl Bolt přítelkyni Dorothy Wiggins, s kterou se seznámil v Sanfordu. O dva roky později se s Dorothy oženil a měli spolu dvě děti: Roberta a Barbaru.
Po nástupu do služby byl Bolt poslán na námořní leteckou základnu poblíž Jacksonville, kde až do prosince 1942 působil jako letecký instruktor. Poté až do května 1943 absolvoval výcvik v letounech F4F Wildcat, operujících z letadlových lodí, aby se připravil na převelení. Několik následujících měsíců byl na námořní základně Glencoe (severně od Chicaga).
Po absolvování posledního kurzu a získání kvalifikace námořního pilota byl převelen na námořní leteckou základnu Miramar v San Diegu v Kalifornii, kde byl až do června 1943, kdy byl spolu s ostatními poslán na palubu letadlové lodi USS Rochambeau (AP-63), operující při Druhé světové válce v Tichomoří.

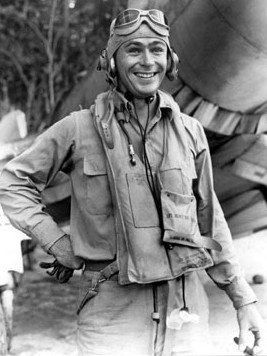
Bolt v Pacifiku, 1943

### Jednotka VMF-214
Při plavbě na lodi USS Rochambeau (AP-63) navštívil Bolt několik ostrovů v Tichém oceánu (např. Novou Kaledonii), protože se loď potřebovala vyhnout setkání s japonskými ponorkami. Po doražení na ostrov Espiritu Santo se Bolt přidal ke skupině mladých důstojníků, kteří měli nahradit několik mrtvých pilotů z letek. Ztráty však byly menší, než se tehdy očekávalo, a tak se velení rozhodlo vytvořit novou letku pro tyto piloty. Tato jednotka byla označena jako VMF-214, ovšem sami piloti ji nazývali „Letka černých ovcí“ (pod tímto názvem se také proslavila). Letka, které velel major Gregory „Pappy“ Boyington, byla vybavena letouny F4U Corsair. Po několika měsících byl převelen na Russellovy ostrovy, kde byl 13. září poslán do boje. Bolt, který využil každé příležitosti k létání, strávil do září ve vzduchu přes 700 hodin; více, než většina stíhacích pilotů během dvou operačních turnusů.
Dne 14. září začala letka létat v letounu B-24 Liberator. Japonci měli v té době na ostrově Bougainville a Balalae 200 letadel, zatímco americké letky měly v oblasti pouze 50 letadel. Dne 16. září byla jednotka VMF-214 napadena formací 35 letounů Micubiši A6M. Letka útok odrazila a sestřelila 11 japonských letounů, přičemž ztratila pouze jeden vlastní. Krátce na to proběhly další krvavé střety. Bolt během této doby nezískal žádné vítězství, ale byl povýšen na poručíka.

### Bitva o Kwajalein
Svého prvního vítězství dosáhl 23. září, kdy spolu s patnácti kolegy doprovázel letouny B-24 Liberator vracející se z náletu na Kahili. Letouny pronásledovalo 20–30 letounů Micubiši A6M, s kterými brzy došlo k letecké bitvě. Během bitvy nad ostrovem Bougainville sestřelil Bolt dva nepřátelské letouny. Několik následujících týdnu operoval spolu s letkou z Mundy.
Sám Bolt se považoval za „workoholika” a svými kolegy byl považován za nejenergičtějšího pilota v jednotce. Sbíral suvenýry ze života na ostrovech, které poté posílal domů; právě kvůli tomuto vášnivému sbírání suvenýrů se Boltovi a jeho dalším dvěma kolegům přezdívalo „děti kvartýrmistra.” Svůj volný čas trávil v zátoce poblíž letiště, kde zabíjel ryby dynamitem. Byl také známý tím, že často pořádal opékání prasat.
Bolt se také podílel na testování (ve volném čase) různých sad munice pro kulomety používané na letounech F4F Wildcat. Z jeho testování vzešlo, že je nejúčinnější použít šest zápalných střel na jednu protitankovou střelu nebo stopovku, nikoli jednu.
Proslavil se, když se během doprovodné mise letounů B-24 Liberator vzepřel svému veliteli. Letouny zmizely v mracích a počasí se zhoršilo natolik, že stíhači dostali rozkaz vrátit se na základnu. Na zpáteční cestě zpozorovali američtí piloti několik hladinových plavidel, ovšem kvůli špatnému počasí na ně nezaútočili. Na zpáteční cestě do Mundy ohlásil jeden z pilotů technické problémy, díky čemuž celá formace přistála na ostrově Vella Lavella. Zde se Bolt snažil přesvědčit své kolegy, aby společně zaútočili na lodě, které viděli, ale ti odmítli. Bolt i přes Boyingtonův rozkaz zničil čtyři nepřátelské bárky (malé lodě). Boyington byl rozzloben z nesplnění rozkazu. Následující den obdržel Boyington dopis od Williama F. Halsey, který ho uklidnil.
Dne 17. října byla Boltova letka během mise nad letištěm Kahili napadena japonskými stíhacími letouny. Při svém posledním bojovém letu sestřelil jeden letoun. Bolt poté odjel na dovolenou do Sydney.

### Vella Lavella
Po návratu z dovolené byl povýšen na kapitána a letka byla převelena na ostrov Vella Lavella, vzdálený 240 km od Rabaulu, z kterého měla útočit na japonské základny na Nové Británii. Základna Rabaul, kterou bránilo 98 000 japonských vojáků, hrála velký strategický význam díky rozsáhlému kotvišti a několika letištím. Rabaul se nachází nedaleko souostroví Marshallovy ostrovy.
Dne 23. prosince bylo 16 letounů F4U Corsair z jednotky VMF-214 součástí formace 120 amerických stíhacích letounů a bombardérů, které zaútočily na Rabaul. Město a záliv bránily japonské letouny. Bolt sestřelil dva letouny, díky čemuž se stal šestým leteckým esem letky. O dva dny později se zúčastnil dalšího náletu, který přinesl jednotce VMF-214 celkem 76 sestřelů.
Dne 3. ledna 1944 byla VMF-214 součástí týmu 75 amerických letounů, na který zaútočil 300 japonských letounů. Boyington byl sestřelen, ale zachránil se seskokem na padáku nad Svatojiřským průlivem. Následujícího dne velel Bolt formaci čtyř letounů F4U Corsair, pátrající po Boyingtonovi. Přestože velitele nenašli, napadli flotilu japonských bárek, z nichž šest potopili. Bolt dosáhl svého šestého vítězství, když sestřelil japonský letoun, který bránil bárky.
Jednotka VMF-214 byla rozpuštěna 8. ledna 1944, pět dní poté, co byl Boyington sestřelen a zajat Japonci. Piloti byli začleněni do jiných letek. Bolt si během služby v této jednotce získal pověst zkušeného pilota. Byl dvakrát vyznamenán Záslužným leteckým křížem.

### Poslední chvíle ve službě

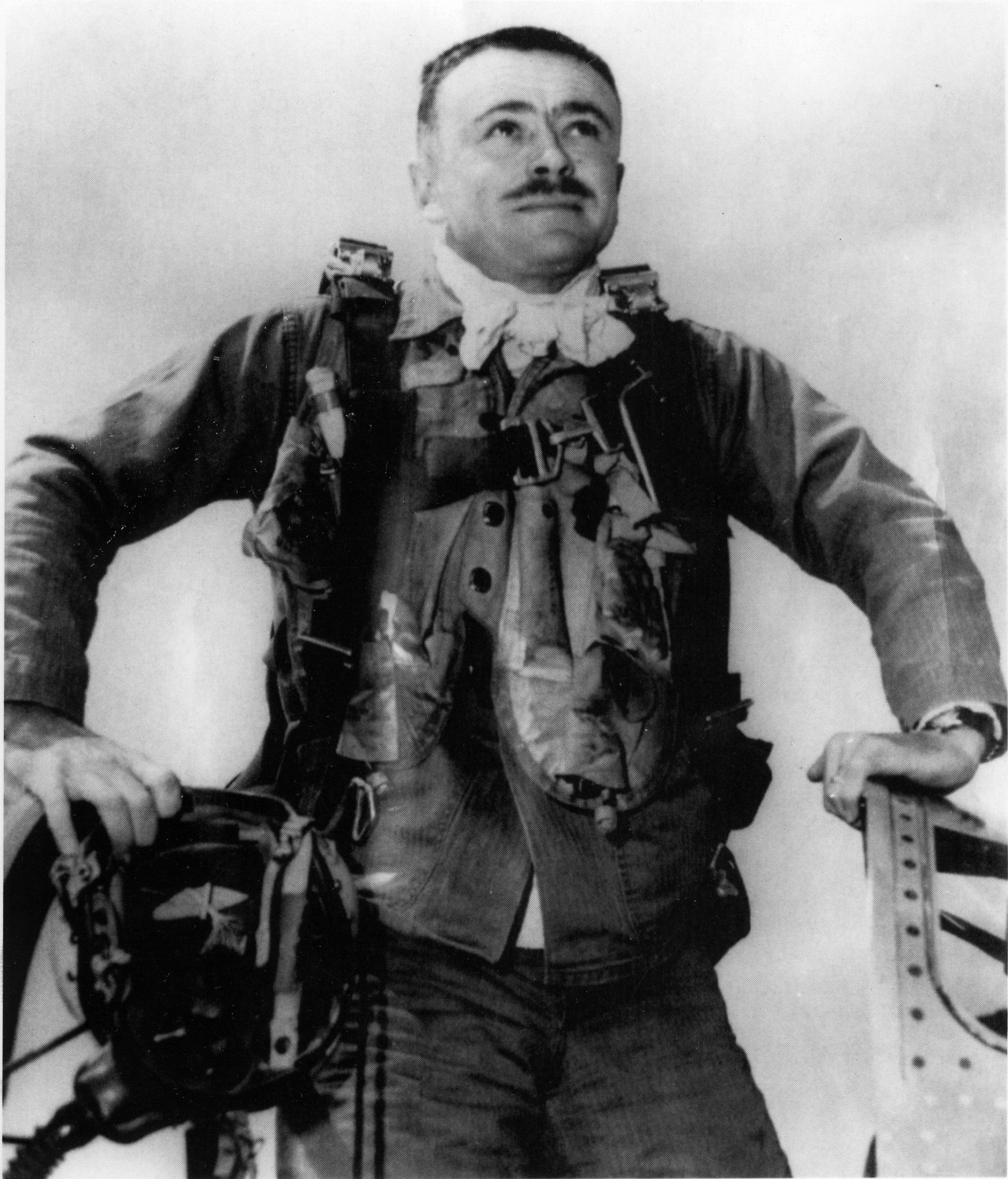
John F. Bolt, 1953

Bolt byl přidělen k letce VMF-211, umístěné na ostrově Nissan v souostroví Zelené ostrovy, 120 km severně od Bougainville a 160 km západně od Rabaul. Hlavním úkolem letky bylo napadat nepřátelské lodě a konvoje. Bolt se zúčastnil mise „Truck Busters”, která byla sice úspěšná, ale bylo během ní zraněno mnoho pilotů. Tato mise skončila v květnu 1944, kdy byl Bolt a zbytek letky poslán na leteckou základnu v Santa Barbaře.
Bolt byl převelen na základnu v Long Beach a 23. května 1944 se v San Franciscu oženil s Dorothy Wiggins. Později byl převelen do nově zformované letky VMF-471, působící poblíž Irvine. Na konci války se již nezapojoval do leteckých bojů, ale překonal rekord v délce letu, kdy ve vzduchu vydržel 14 hodin a 9 sekund. V březnu 1945 byl převelen k VMF-215 Squadron, kde až do konce války školil nové piloty.

### Korejská válka a poválečná léta
V květnu 1950 byl Bolt převelen k jednotce VMF-224 na základnu Cherry Point v Severní Karolíně, kde zůstal rok. Letka létala v letounech F2H Banshee a Bolt – stejně jako dříve – nalétal za tři měsíce více hodin než kterýkoli jiný pilot ve formaci. V té době přezbrojovalo Letectvo Spojených států amerických své první letky stíhacími letouny F-86 Sabre. Letouny F-86 Sabre byly jedinými americkými stíhacími letouny, schopnými čelit letounům MiG-15, které měly Čína a Severní Korea k dispozici během korejské války. V září 1951 se Boltovi podařilo dostat do výměnného programu pilotů USAF, díky čemuž začal létat u 318. stíhací perutě, která působila na základně Lewis-McChord ve státě Washington v letounech F-94 Starfire. Brzy začal létat v F-86F Sabre, v kterém sestřelil 6 nepřátelských stíhacích letounů. V prosinci během výcviku byl povýšen na majora.
V listopadu roku 1952 byl Bolt převelen k letce VMF-115, kde začal létat v letounu F9F Panther. S letkou uskutečnil 94 bojových letů, z nichž všechny byly útoky na pozemní cíle.
Do roku 1962 sloužil u Námořní pěchoty Spojených států amerických jako analytik a instruktor. Po odchodu do důchodu obhájil doktorskou práci na právnické fakultě University of Florida. Žil v Tampě, kde se až do roku 1991 zabýval prodejem nemovitostí. Zemřel v roce 2004 na leukémii.